# Alpheus intrinsecus
Alpheus intrinsecus är en kräftdjursart som beskrevs av Charles Spence Bate 1888. Alpheus intrinsecus ingår i släktet Alpheus och familjen Alpheidae. Inga underarter finns listade i Catalogue of Life.